# Josef Mysliveček

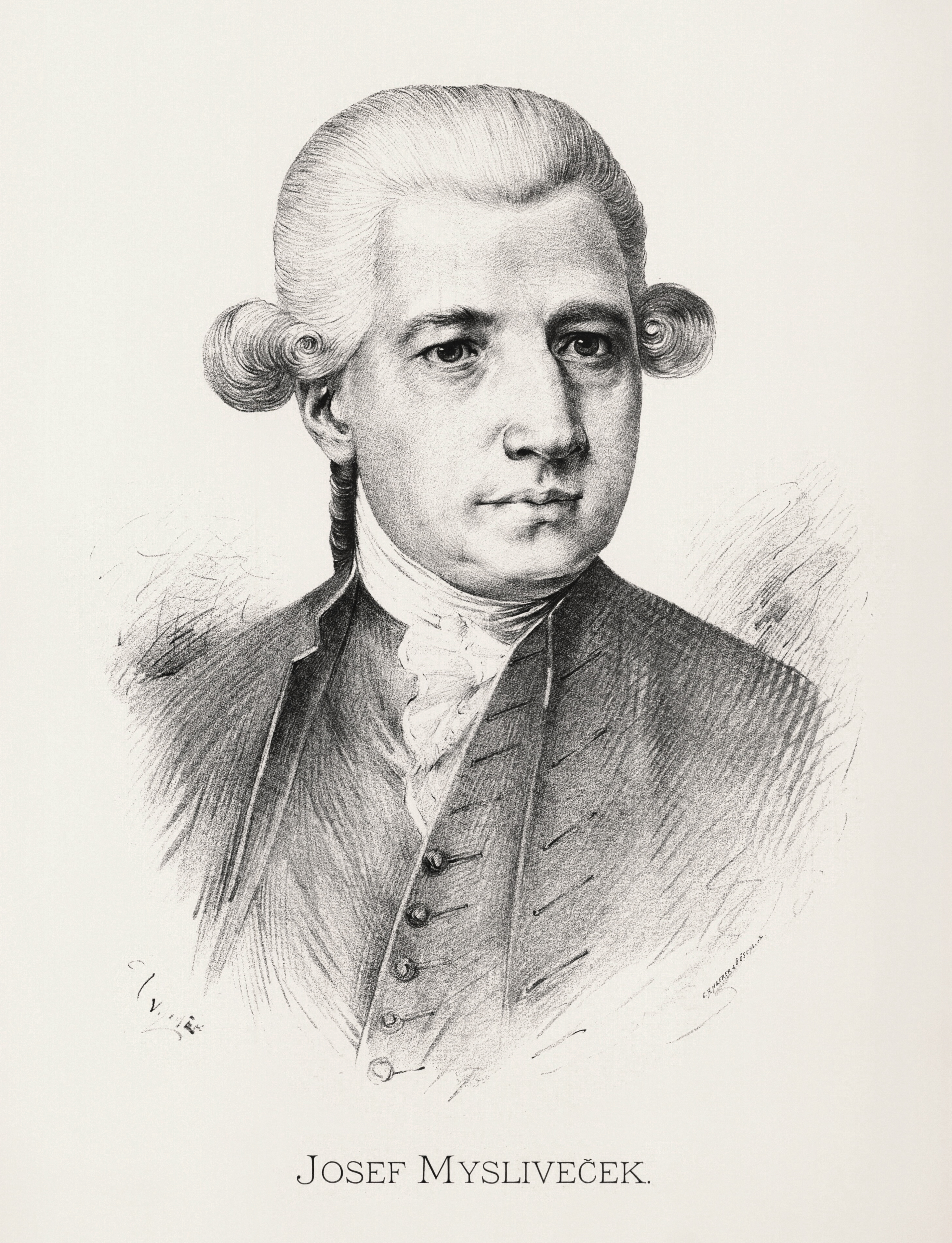
Josef Mysliveček

Josef Mysliveček, född 9 mars 1737 i Prag, död 4 februari 1781 i Rom, var en tjeckisk kompositör under den sena barocken. Mysliveček anses vara den tjeckiska operans fader men han var under den största delen av sitt liv i Italien och skrev uteslutande inom den italienska opera seria-traditionen.
Han började sin akademiska bana genom att studera filosofi i Prag innan han skulle ta över sin fars kvarnverksamhet. Men efter att några av hans symfonier framförts i Prag blev han skickad på greve Vincent von Waldsteins kostnad till Venedig för att studera för Giovanni Pescetti.
Han var medlem i Accademia Filarmonica i Bologna och där mötte han även den då 14-åriga Mozart som var på sin italienska resa. I Mozarts tidiga verk kan man höra ett visst inflytande från Myslivečeks musik.
Mysliveček har skrivit över 20 operor i galant-stilen men även oratorier, symfonier, konserter och kammarmusik. Efter att ha varit Europas högst betalda kompositör så dalade hans stjärna mot slutet av hans karriär, möjligen i samband med att opera seria-stilen blev alltmer omodern. Han dog utfattig i Rom.

## Verk

### Instrumentala & orkestrala verk
- E 1:A1 - Cembalodivertimento nr. 2 i A dur
- E 1:A2 - Cembalosonat nr. 5 i A dur
- E 1:B1 - Cembalodivertimento nr. 4 i B dur
- E 1:B2 - Cembalosonat nr. 3 i B dur
- E 1:C1 - Cembalodivertimento nr. 6 i C dur
- E 1:C2 - Cembalosonat nr. 1 i C dur
- E 1:C3 - Cembalosonat i C dur
- E 1:D1 - Cembalodivertimento nr. 3 i D dur
- E 1:D2 - Cembalosonat nr. 6 i D dur
- E 1:F1 - Cembalodivertimento nr. 1 i F dur
- E 1:F2 - Cembalosonat nr. 4 i F dur
- E 1:G1 - Cembalodivertimento nr. 5 i G dur
- E 1:G2 - Cembalosonat nr. 2 i G dur
- E 2:A1 - Violinsonat nr. 2 i A dur
- E 2:B1 - Sonat för klaver & violin i B dur
- E 2:B2 - Divertimento för violin & cembalo nr. 5 i B dur
- E 2:B3 - Violinsonat nr. 3 i B dur
- E 2:B4 - Sonat för violin & cembalo nr. 4 i B dur
- E 2:BQ1 - Adagio för violin & cembalo i B dur
- E 2:C1 - Solo för violin & generalbas i C dur (försvunnen)
- E 2:C2 - Sonat för klaver & violin i C dur
- E 2:C3 - Violinsonat nr. 4 i C dur
- E 2:C4 - Sonat för violin & cembalo nr. 3 i C dur
- E 2:C5 - Sonat för violin & cembalo nr. 6 i C dur
- E 2:D1 - Sonat för klaver & violin i D dur
- E 2:D2 - Divertimento för violin & cembalo nr. 1 i D dur
- E 2:D3 - Sonat för violin & cembalo nr. 1 i D dur
- E 2:D4 - Minuet för violin & klaver i D dur
- E 2:EQ1 - Minuetto för violin & klaver i E dur
- E 2:Es1 - Sonat för klaver & violin i Ess dur
- E 2:Es2 - Divertimento för violin & cembalo nr. 3 i Ess dur
- E 2:Es3 - Divertimento för violin & cembalo nr. 6 i Ess dur
- E 2:F1 - Sonat för klaver & violin i F dur
- E 2:F2 - Divertimento för violin & cembalo nr. 2 i F dur
- E 2:F3 - Violinsonat nr. 5 i F dur
- E 2:F4 - Sonat för violin & cembalo nr. 5 i F dur
- E 2:G1 - Sonat för klaver & violin i G dur
- E 2:G2 - Divertimento för violin & cembalo nr. 4 i G dur
- E 2:G3 - Violinsonat nr. 1 i G dur
- E 2:G4 - Sonat för violin & cembalo nr. 2 i G dur
- E 3:a1 - Sonat för 2 flöjter & generalbas Op. 5 nr. 3 i A moll
- E 3:A1 - Sonat för 2 violiner & generalbas i A dur (försvunnen)
- E 3:A2 - Sonat för 2 violiner & generalbas Op. 1 nr. 2 i A dur
- E 3:A3 - Sonat för 2 violiner & generalbas Op. 1 nr. 5 i A dur
- E 3:A4 - Sonat för 2 violiner & generalbas Op. 4 nr. 4 i A dur
- E 3:A5 - Sonat för 2 violonceller i A dur
- E 3:A6 - Sonat för 2 violiner & generalbas i A dur
- E 3:A7 - Sonat för flöjt, violin & generalbas nr. 4 i A dur
- E 3:B1 - Sonat för 2 violiner & generalbas i B dur (försvunnen)
- E 3:B2 - Sonat för 2 violiner & generalbas i B dur
- E 3:B3 - Sonat för 2 violiner & generalbas Op. 4 nr. 5 i B dur
- E 3:B4 - Sonat för 2 flöjter & generalbas Op. 5 nr. 6 i B dur
- E 3:B5 - Sonat för 2 violonceller i B dur
- E 3:B6 - Sonat för flöjt, violin & generalbas nr. 6 i B dur
- E 3:B7 - Cassation för 2 clarinets & horn i B dur
- E 3:c1 - Sonat för 2 violiner & generalbas i C moll (försvunnen)
- E 3:C1 - Sonat för 2 violiner & generalbas Op. 1 nr. 1 i C dur
- E 3:C2 - Sonat för 2 violiner & generalbas Op. 4 nr. 1 i C dur
- E 3:C3 - Sonat för 2 flöjter & generalbas Op. 5 nr. 2 i C dur
- E 3:C4 - Trio i C dur (försvunnen)
- E 3:C5 - Sonat för 2 violonceller i C dur
- E 3:C6 - Sonat för flöjt, violin & generalbas nr. 3 i C dur
- E 3:D1 - Sonat för 2 violiner & generalbas Op. 1 nr. 3 i D dur
- E 3:D2 - Sonat för 2 flöjter & generalbas Op. 5 nr. 5 i D dur
- E 3:D3 - Sonat för 2 violonceller i D dur
- E 3:D4 - Sonat för flöjt, violin & generalbas nr. 1 i D dur
- E 3:D5 - Sonat för 2 violiner & generalbas i D dur
- E 3:e1 - Sonat för 2 flöjter & generalbas Op. 5 nr. 4 i E moll
- E 3:E1 - Sonat för 2 violiner & generalbas i E dur
- E 3:Es1 - Sonat för 2 violiner & generalbas i Ess dur
- E 3:Es2 - Sonat för 2 violiner & generalbas Op. 1 nr. 6 i Ess dur
- E 3:Es3 - Sonat för 2 violiner & generalbas Op. 4 nr. 3 i Ess dur
- E 3:Es4 - Sonat för violin, horn & generalbas i Ess dur (försvunnen)
- E 3:F1 - Sonat för 2 violiner & generalbas i F dur (försvunnen)
- E 3:F2 - Sonat för 2 violiner & generalbas Op. 1 nr. 4 i F dur
- E 3:F3 - Sonat för 2 violiner & generalbas Op. 4 nr. 6 i F dur
- E 3:F4 - Sonat för 2 violonceller i F dur
- E 3:F5 - Sonat för 2 violiner & generalbas i F dur
- E 3:F6 - Sonat för flöjt, violin & generalbas nr. 5 i F dur
- E 3:F7 - Sonat för 2 violiner & generalbas i F dur
- E 3:G1 - Sonat för 2 violiner & generalbas i G dur
- E 3:g1 - Sonat för 2 violiner & generalbas i G moll (försvunnen)
- E 3:G2 - Sonat för 2 violiner & generalbas Op. 4 nr. 2 i G dur
- E 3:G3 - Sonat för 2 flöjter & generalbas Op. 5 nr. 1 i G dur
- E 3:G4 - Sonat för violin, violoncell & generalbas i G dur
- E 3:G5 - Sonat för 2 violonceller i G dur
- E 3:G6 - Sonat för flöjt, violin & generalbas nr. 2 i G dur
- E 3:G7 - Sonat för 2 violiner & generalbas i G dur
- E 4:A1 - Stråkkvartett Op. 3 nr. 1 i A dur
- E 4:A2 - Stråkkvartett (Sinfonia) i A dur
- E 4:A3 - Stråkkvartett i A dur
- E 4:B1 - Stråkkvartett Op. 3 nr. 3 i B dur
- E 4:B2 - Stråkkvartett (Sinfonia) i B dur
- E 4:B3 - Stråkkvartett Op. 1 nr. 5 i B dur
- E 4:B4 - Stråkkvartett i B dur
- E 4:C1 - Stråkkvartett Op. 3 nr. 6 i C dur
- E 4:C2 - Stråkkvartett Op. 1 nr. 2 i C dur
- E 4:C3 - Stråkkvartett i C dur
- E 4:D1 - Stråkkvartett (Sinfonia) i D dur
- E 4:D2 - Stråkkvartett Op. 1 nr. 3 i D dur
- E 4:E1 - Stråkkvartett (Sinfonia) i E dur
- E 4:Es1 - Stråkkvartett Op. 3 nr. 5 i Ess dur
- E 4:Es2 - Stråkkvartett (Sinfonia) i Ess dur
- E 4:Es3 - Stråkkvartett Op. 1 nr. 1 i Ess dur
- E 4:Es4 - Stråkkvartett i Ess dur
- E 4:F1 - Stråkkvartett Op. 3 nr. 2 i F dur
- E 4:F2 - Stråkkvartett Op. 1 nr. 4 i F dur
- E 4:F3 - Stråkkvartett i F dur
- E 4:G1 - Stråkkvartett Op. 3 nr. 4 i G dur
- E 4:G2 - Stråkkvartett (Sinfonia) i G dur
- E 4:G3 - Stråkkvartett Op. 1 nr. 6 i G dur
- E 4:G4 - Stråkkvartett i G dur
- E 5:A1 - Stråkkvartett i A dur
- E 5:A2 - Oboekvintett i A dur (försvunnen)
- E 5:B1 - Stråkkvartett i B dur
- E 5:B2 - Oboekvintett i B dur
- E 5:B3 - Blåsarkvintett i B dur
- E 5:B4 - Partita i B dur
- E 5:C1 - Stråkkvartett i C dur
- E 5:C2 - Oboekvintett i C dur (försvunnen)
- E 5:C3 - Blåsarkvintett i C dur
- E 5:D1 - Oboekvintett i D dur (försvunnen)
- E 5:D2 - Blåsarkvintett i D dur
- E 5:Es1 - Stråkkvartett i Ess dur
- E 5:Es2 - Oboekvintett i Ess dur (försvunnen)
- E 5:Es3 - Blåsarkvintett i Ess dur
- E 5:F1 - Stråkkvintett i F dur
- E 5:F2 - Oboekvintett i F dur
- E 5:F3 - Blåsarkvintett i F dur
- E 5:G1 - Stråkkvartett i G dur
- E 5:G2 - Blåsarkvintett i G dur
- E 6:G1 - Serenade i G dur
- E 7:A1 - Sinfonia concertante Op. 2 nr. 4 i A dur
- E 7:B1 - Sinfonia concertante Op. 2 nr. 1 i B dur
- E 7:C1 - Sinfonia concertante Op. 2 nr. 6 i C dur
- E 7:D1 - Sinfonia concertante Op. 2 nr. 5 i D dur
- E 7:E1 - Sinfonia concertante Op. 2 nr. 2 i E dur
- E 7:G1 - Sinfonia concertante Op. 2 nr. 3 i G dur
- E 8:B1 - Wind octet nr. 3 i B dur
- E 8:Es1 - Wind octet nr. 1 i Ess dur
- E 8:Es2 - Wind octet nr. 2 i Ess dur
- E 9a:A1 - Violin konsert nr. 8 i A dur
- E 9a:B1 - Violin konsert nr. 5 i B dur
- E 9a:C1 - Violin konsert nr. 1 i C dur
- E 9a:D1 - Violin konsert nr. 7 i D dur
- E 9a:D2 - Violin konsert nr. 4 i D dur
- E 9a:E1 - Violin konsert nr. 2 i E dur
- E 9a:F1 - Violin konsert nr. 3 i F dur
- E 9a:G1 - Violin konsert nr. 6 i G dur
- E 9b:C1 - violoncell konsert i C dur
- E 9c:D1 - flöjt konsert i D dur
- E 9d:B1 - Cembalokonserti B dur
- E 9d:F1 - Cembalokonserti F dur
- E 9e:Es1 - Concertino för Blåsarkvintett & orchestra i Ess dur
- E10:A 1 - Symfoni i A dur
- E10:A 2 - Ouvertyr nr. 2 i A dur
- E10:A 3 - Sinfonia a 4 i A dur
- E10:B 1 - Ouvertyr till Il Trionfo di Clelia i B dur
- E10:B 2 - Symfoni i B dur
- E10:B 3 - Ouvertyr nr. 5 i B dur
- E10:B 4 - Ouvertyr till La clemenza di Tito i B dur
- E10:B 5 - Ouvertyr till Artaserse i B dur
- E10:B 6 - Sinfonia a 4 i B dur
- E10:B 7 - Symfoni i B dur (försvunnen)
- E10:B 8 - Symfoni i B dur
- E10:B 9 - Ouvertyr till Il Demetrio II i B dur
- E10:c 1 - Ouvertyr till La famiglia di Tobia i C moll
- E10:C 1 - Symfoni i C dur
- E10:C 2 - Symfoni Op. 1 nr. 3 i C dur
- E10:C 3 - Ouvertyr till Il Bellerofonte i C dur
- E10:C 4 - Ouvertyr till Demofoonte I i C dur
- E10:C 5 - Symfoni i C dur (försvunnen)
- E10:C 6 - Symfoni i C dur
- E10:C 7 - Ouvertyr nr. 1 i C dur
- E10:C 8 - Ouvertyr till Ezio I i C dur
- E10:C 9 - Symfoni i C dur (försvunnen)
- E10:C10 - Ouvertyr till Isacco figura del redentore i C dur
- E10:C11 - Symfoni i C dur
- E10:C12 - Ouvertyr till L'Olimpiade i C dur
- E10:C13 - Ouvertyr till Armida i C dur
- E10:C14 - Symfoni i C dur
- E10:C15 - Symfoni i C dur (försvunnen)
- E10:D 1 - Symfoni Op. 1 nr. 1 i D dur
- E10:D 2 - Symfoni Op. 1 nr. 6 i D dur
- E10:D 3 - Ouvertyr till Semiramide i D dur
- E10:D 4 - Symfoni i D dur
- E10:D 5 - Ouvertyr till Il Farnace i D dur
- E10:D 6 - Symfoni i D dur
- E10:D 7 - Symfoni i D dur
- E10:D 8 - Symfoni i D dur
- E10:D 9 - Ouvertyr till La Nitteti i D dur
- E10:D10 - Symfoni i D dur (försvunnen)
- E10:D11 - Symfoni i D dur (försvunnen)
- E10:D12 - Symfoni i D dur
- E10:D13 - Ouvertyr till Tamerlano i D dur
- E10:D14 - Ouvertyr nr. 4 i D dur
- E10:D15 - Ouvertyr till Il Demetrio I i D dur
- E10:D16 - Ouvertyr till Antigona i D dur
- E10:D17 - Sinfonia a 4 i D dur
- E10:D18 - Ouvertyr till Demofoonte II i D dur
- E10:D19 - Symfoni i D dur (försvunnen)
- E10:D20 - Ouvertyr till Adriano i Siria i D dur
- E10:D21 - Symfoni i D dur
- E10:D22 - Ouvertyr till La Calliroe i D dur
- E10:D23 - Symfoni i D dur
- E10:D24 - Ouvertyr till Il Medonte i D dur
- E10:DQ1 - Symfoni i D dur
- E10:E 1 - Ouvertyr till L'Ipermestra i E dur
- E10:E 2 - Sinfonia a 4 i E dur
- E10:Es1 - Symfoni i Ess dur
- E10:Es2 - Symfoni i Ess dur
- E10:Es3 - Ouvertyr till Adamo ed Eva i Ess dur
- E10:Es4 - Sinfonia a 4 i Ess dur
- E10:Es5 - Symfoni i Ess dur (försvunnen)
- E10:Es6 - Symfoni i Ess dur
- E10:F 1 - Symfoni Op. 1 nr. 4 i F dur
- E10:F 2 - Symfoni i F dur
- E10:F 3 - Symfoni i F dur
- E10:F 4 - Symfoni i F dur (försvunnen)
- E10:F 5 - Symfoni i F dur
- E10:F 6 - Ouvertyr nr. 3 i F dur
- E10:F 7 - Symfoni i F dur (försvunnen)
- E10:F 8 - Symfoni i F dur
- E10:F 9 - Symfoni i F dur
- E10:F10 - Symfoni i F dur
- E10:F11 - Symfoni i F dur
- E10:G 1 - Symfoni Op. 1 nr. 2 i G dur
- E10:g 1 - Symfoni Op. 1 nr. 5 i G moll
- E10:G 2 - Ouvertyr till Il Parnasso confuso i G dur
- E10:G 3 - Symfoni i G dur
- E10:G 4 - Ouvertyr till Motezuma i G dur
- E10:G 5 - Ouvertyr nr. 6 i G dur
- E10:G 6 - Ouvertyr till Romolo ed Ersilia i G dur
- E10:G 7 - Sinfonia a 4 i G dur
- E10:G 8 - Ouvertyr till Ezio II i G dur
- E10:G 9 - Symfoni i G dur (försvunnen)
- E10:G10 - Symfoni i G dur
- E10:G11 - Symfoni i G dur
- E10:G12 - Symfoni i G dur
- E11:B1 - Orchestral piece i B dur

### Operor & kantater
- Semiramide (1766)
- Il Bellerofonte (1767)
- Farnace (1767)
- Il trionfo di Clelia (1767)
- Demofoonte [1st version] (1769)
- L’Ipermestra (1769)
- La Nitteti (1770)
- Motezuma (1771)
- Il gran Tamerlano (1771)
- Il Demetrio [1st version] (1773)
- Romolo ed Ersilia (1773)
- Antigona (1773)
- La clemenza di Tito (1774)
- Atide (1774)
- Artaserse (1774)
- Il Demofoonte [2nd version] (1775)
- Ezio [1st version] (1775)
- Adriano i Siria (1776)
- Ezio [2nd version] (1777)
- La Calliroe (1778)
- L’olimpiade (1778)
- La Circe (1779)
- Demetrio [2nd version] (1779)
- Armida (1779)
- Il Medonte (1780)
- Antigono (1780)

- Il Parnaso confuso (c.1765), dramatic Kantat
- Elfrida (1774), play with choruses (försvunnen)
- Das ausgerechnete Glück (1777), children operetta (försvunnen)
- Theodorich und Elisa (c.1777), melodrama

### Oratorier
- Il Tobia (1769)
- I pellegrini al sepolcro (1770)
- Giuseppe riconosciuto (c.1770) - försvunnen
- Adamo ed Eva (1771)
- La Betulia liberata (1771) - försvunnen
- La passione di Nostro Signore Gesù Cristo (1773)
- La liberazione d'Israele (1775) - försvunnen
- Isacco figura del redentore (1776)

### Övriga vokala verk
Sekulära kantater
- Kantat per S.E. Marino Cavalli (1768) - försvunnen
- Narciso al fonte (1768) - försvunnen
- Kantat a 2 (by 1771)
- Enea negl'Elisi (1777) - försvunnen
- Armida
- Ebbi, non ti smarir
- Non, non turbati, o Nice
- 6 birthday Kantats written between 1767 and 1779 molling his stay i Naples - försvunnen

Arior
- Il caro mio bene (c.1773)
- Ah che fugir … Se il ciel mi chi rida;
- 3 duetti notturni (2 vv, insts)

Sacred works
- Veni sponsa Christi (1771)
- Lytanie laurentanae
- Offertorium Beatus Bernardy